# Institut Le Rosey
Інститут Ле-Розе (фр. Institut Le Rosey фр. вимова: [ɛ̃stity lə ʁozɛ]) — приватна міжнародна середня школа-інтернат у Швейцарії, також відома як Ле-Розе (фр. Le Rosey).

## Історія
Школа-пансіон Institut Le Rosey була заснована 1880 року, є найстарішим та найпрестижнішим навчальним закладом Швейцарії. Її називають «королівською школою». Первинно це була школа тільки для хлопчиків, але сьогодні там навчаються і хлопчики і дівчата.
На території кампусу в Роллі розташований середньовічний замок, з якого і почалась історія школи. 1880 року цей замок було обрано як резиденцію засновником школи Полем-Емілем Карналєм, «любителем природи, історії та сільської місцевості». 1911 року засновник передав школу у власність свого сина Анрі-Поля Карналя. З 1917 року школа почала приїжджати на зимові місяці в Гштаад, щоб уникнути щільних туманів, що з'являються взимку на березі Женевського озера. 1947 року керівництво школою узяло на себе третє покоління родини засновника школы — Луї Йоганнот і Єлена Шауб. Трохи згодом, 1967 року, Institut Le Rosey вперше прийняв на навчання дівчат. 1980 школа перейшла під управління до четвертого покоління родини засновників — Філіпа й Анни Гюдан, які керують школою донині. Національний склад учнів школи ілюструє зміни у світовій економіці: у 1950-х та 1960-х роках більшість учнів були зі США, Італії, Греції; У 1970-х роках — з арабських країн та Ірану; у 1980-х — з Японії та Кореї; а у 1990-х — з Росії. Прихід учнів із Росії загострив проблему навчання та виховання дітей-мажорів. Гангстери і корумповані чиновники, які зробили величезні статки від розпаду Росії, намагалися прилаштувати своїх дітей в «правильних» школах. Коли росіяни прийшли в Ле-Розе в середині 1990-х років, вони стали відтворювати спосіб життя своїх батьків, шокуючи своєю поведінкою та тероризуючи решту учнів. Для підтримання престижу школи та довіри шкільне управління внесло зміни до політики прийому учнів, обмежуючи їхній притік із Росії.

## Навчальні програми
Institut Le Rosey готує учнів до вступу до найкращих навчальних закладів світу. У початковій та середній школі викладання здійснюється двома мовами (англійською та французькою). Можна також відвідувати додаткові мовні заняття. У старшій школі учні самостійно обирають мову викладання (залежно від того, в якому університеті вони мають намір вчитись далі). Додатково можна вивчати до чотирьох іноземних мов.
Institut Le Rosey акредитовано:
- Асоціацією шкіл і коледжів Нової Англії[en] (NEASC),
- Міжнародним бакалавратом[3],
- Французькою академією в Греноблі,
- Міністерством національної освіти Франції[en],
- Радою міжнародних шкіл (англ. Council of International Schools — CIS),[4]
- Європейською радою міжнародних шкіл (англ. European Council of International Schools — ECIS),
- Асоціацією приватних шкіл Швейцарії (фр. Fédération suisse des écoles privées — FSEP) і кантону Во (фр. l'Association vaudoise des écoles privées — AVDEP)

## Розташування
Institut Le Rosey має дві резиденції: головну та зимову. Головна розташована в Ролі, за 30 км від Женеви, на березі Женевського озера. Зимова резиденція школи розміщується в Гштааді, в кантоні Берн. Гштаад розташовується в німецькій частині Швейцарії за 80 км від Берна та за 150 км від Женеви.

## Відомі випускники
- Альберт II (король Бельгії),
- Хуан Карлос I, король Іспанії,
- Бодуен I, король Бельгії,
- Мохаммед Реза Пахлаві, шах Ірану
- Нтаре V, король Бурунді
- Ахмед Фуад II, король Єгипту
- Реньє III, принц Монако
- Віктор-Еммануїл Савойський, син останнього короля Італії
- Александр Карагеоргієвич, кронпринц Югославії
- Марія-Шанталь Міллер, принцеса Греції
- Едвард, герцог Кентський,
- Гійом (наслідний Великий герцог Люксембургу),
- Ага-хан IV, духовний лідер, імам мусульманської шиїтської громади, мультимільйонер
- Доді Аль-Файєд, продюсер, син єгипетського мільярдера Мохаммеда аль-Файєда
- Джо Дассен, співак
- Джон Касабланкас, засновник модельного агентства Elite
- Джуліан Касабланкас, син Джона Касабланкаса, соліст американського рок-гурту The Strokes
- Шон Леннон, співак і син Джона Леннона та Йоко Оно